# Béluga (cétacé)
Delphinapterus leucas · Baleine blanche, Dauphin blanc, Marsouin blanc
Pour les articles homonymes, voir Beluga.
Ne pas confondre avec le béluga, un esturgeon
Genre
Espèce
Statut de conservation UICN

VU : Vulnérable
Statut CITES
Le béluga ou bélouga (Delphinapterus leucas), appelé également baleine blanche, dauphin blanc et marsouin blanc, est une espèce de cétacés de la famille des Monodontidae vivant dans l'océan Arctique et dans l'estuaire du Saint-Laurent. Il dispose d'un des sonars les plus sophistiqués de tous les cétacés. Ce sonar lui est indispensable pour s'orienter et se repérer dans les canaux de glace immergés, qui forment un véritable labyrinthe.

## Description

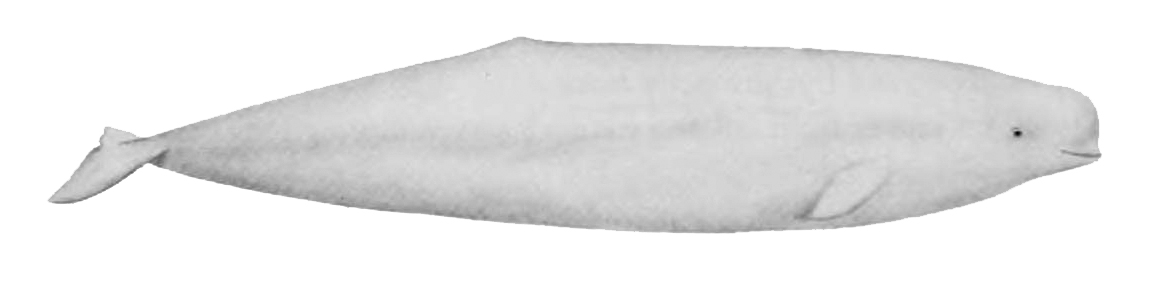
Béluga.

Béluga adulte à l'échelle humaine.

Le mot « bélouga » vient du russe белуха, beloukha signifiant « blanchette ». Il désigne cette espèce de cétacés dont le mâle peut mesurer jusqu'à 5,5 m, et peser jusqu'à 1,5 t (exceptionnellement 2 t). Le mâle adulte est généralement 25 % plus grand et plus lourd que la femelle. La femelle mesure jusqu'à 4,1 m pour environ 1 t. Les bélugas nouveau-nés, appelés familièrement « veaux » ou « bleuvets », mesurent environ 1,50 m de long pour un poids de 80 kg. Il fait partie de la famille des Monodontidae (infra-ordre des cétacés, classe des mammifères).
Il est difficile de confondre le béluga avec un autre cétacé à taille adulte. Il possède une crête dorsale, résultat de l'atrophie de l'aileron dorsal, et est entièrement blanc, à l'inverse des jeunes bélugas qui sont bruns, puis gris. Il a un bec très court et une bouche large.
Le béluga appartient au genre Delphinapterus (du grec ancien δελφίν / delphín, « dauphin », avec le préfixe (dit « privatif » : le contraire, l'absence de) ἀ- / a-, et πτερόν / pterón, « aile » : « dauphin sans ailes ») en raison de l'absence d'aileron dorsal. Les scientifiques pensent qu'il s'agirait d'une adaptation qui leur permettrait de briser les glaces pour respirer à la surface, ou de réduire la surface de peau pour réduire la dissipation de la chaleur.
La maturité sexuelle intervient à l'âge de 6 à 9 ans pour les mâles, et de 4 à 7 ans pour les femelles. Les mères donnent naissance à un unique petit au cours du printemps suivant la période de gestation d'une durée de quinze mois. Les petits bélugas sont uniformément gris foncé ; mais cette coloration s'éclaircit avec l'âge, allant de bleu à gris, jusqu'à ce qu'ils prennent enfin leur couleur blanche typique à l'âge de neuf ans pour les mâles et sept ans pour les femelles. Les petits restent sous la protection de la mère deux ans. L'accouplement du béluga n'est pas très bien connu ; il survient probablement au cours de l'hiver ou au tout début du printemps, quand les groupes de bélugas sont encore dans leur territoire hivernal ou au début de leur période de migration. Cependant, l'accouplement semble survenir à d'autres périodes également.
On pensait, il y a peu de temps encore, qu'un béluga vivait en moyenne trente ans. Les scientifiques affirment à présent une tout autre espérance de vie : les bélugas vivent en moyenne 70 ans (entre 60 et 80 ans), leur longévité maximale est donc supérieure à 80 ans.

## Écologie et comportement

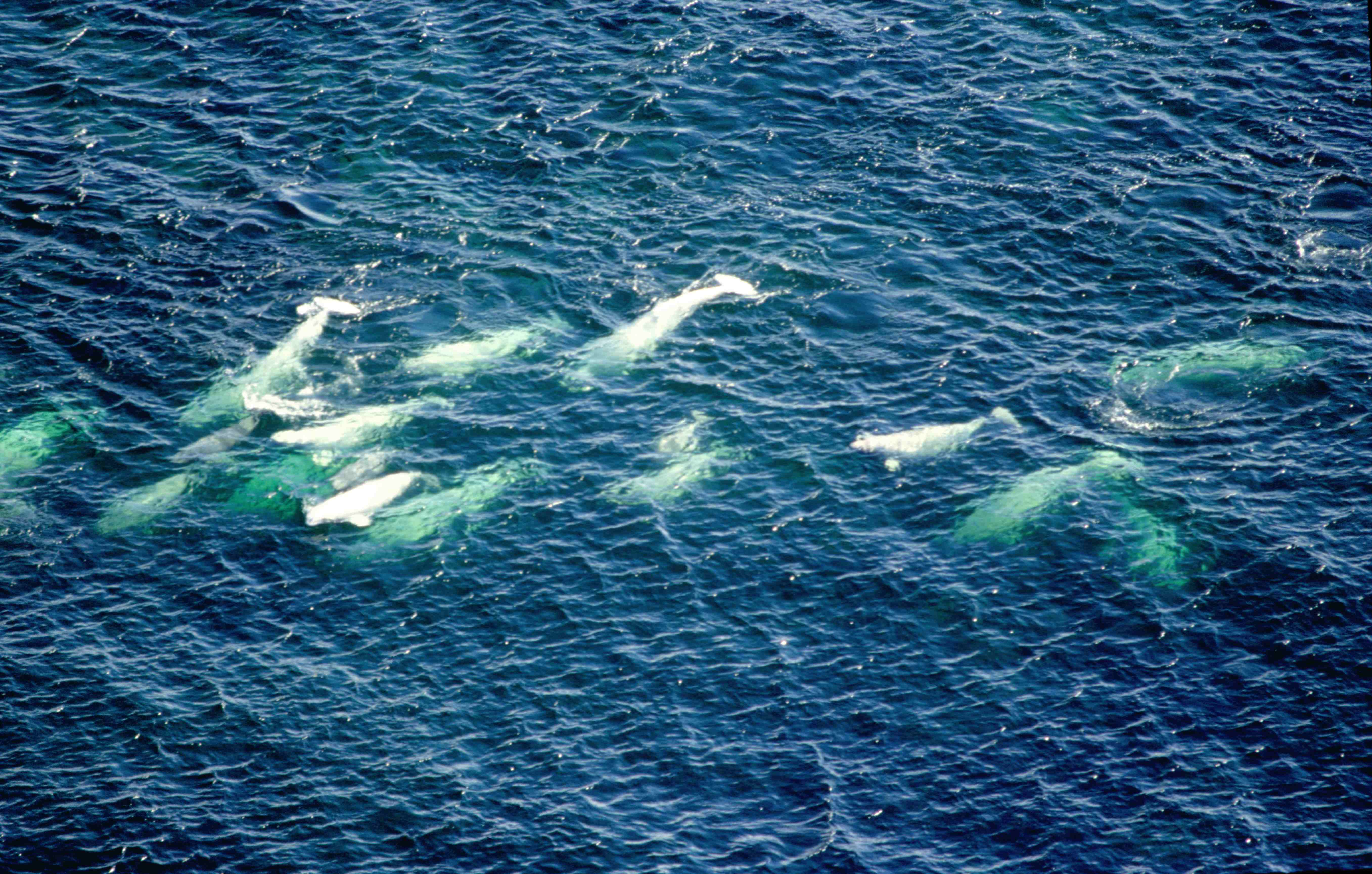
Un groupe de bélugas au large du Manitoba, Canada.

Le béluga est très sociable. Il se déplace en groupes subdivisés en sous-entités habituellement composées d'animaux du même âge et du même sexe. Les mères et leurs petits intègrent généralement des groupes restreints. Lorsque les nombreuses sous-entités se rejoignent dans les estuaires, il est possible de dénombrer des milliers d'individus ; ce qui représente une proportion significative de la population mondiale des bélugas et les rend d'autant plus vulnérables à la chasse.
Ce mammifère marin nage relativement lentement et se nourrit majoritairement de poissons ; il mange également des céphalopodes (pieuvres, calmars...) et des crustacés (crabes, crevettes...). Il chasse cette faune des fonds marins généralement jusqu'à 300 m, bien qu'il puisse atteindre deux fois cette profondeur. Pour se nourrir, le béluga plonge généralement de 3 à 5 minutes, mais il peut retenir sa respiration pendant 20 minutes.
Le béluga est capable d'émettre un large éventail de sons passant par les sifflements, les claquements, les tintements et autres couics. C'est ce qui lui vaut son surnom de « canari des mers ». Certains chercheurs qui ont écouté un groupe de bélugas ont décrit cela comme un orchestre à cordes s'accordant avant un concert. Les scientifiques ont isolé une cinquantaine de sons particuliers, la plupart situés dans une gamme de fréquence allant de 0,1 à 12 kHz. Enfin, certains bélugas seraient en mesure d’émettre des sons dont la ressemblance avec la voix humaine est frappante,.
Leurs principaux prédateurs naturels sont l'ours blanc et les orques. Lorsque les bélugas sont piégés par les glaces, les ours les assomment d'un coup de patte et les hissent sur la banquise pour les achever.
Il arrive parfois que le bélouga rencontre le narval, dans les zones où leurs aires de répartitions se rencontrent et se superposent ou lorsque des Narvals errants se trouvent hors de l'aire de répartition de leur espèce. Des observations d'un groupe de bélougas accompagné d'un jeune narval mâle à partir de 2016 ont montré que ces individus acceptaient pleinement la présence du jeune narval mâle malgré leur différence, ce qui semble témoigner de l'acceptation commune et d'une relation pacifique entre les deux espèces. 
Il est aussi possible que ce soit ce genre de rencontre qui amène parfois les deux espèces à s'hybrider puisqu'en juin 2019, une étude a révélé qu'un crâne, découvert en 1990 par un chercheur auprès d'un chasseur inuit local d'une île de la baie de Disko au Groenland, soupçonné d’appartenir à un hybride a vu sa nature confirmée par une analyse ADN. Surnommé le « Narluga », il s'agit de la première preuve formelle d'une hybridation viable entre les deux espèces, issu d'un béluga mâle (dont on pense qu'il était plus proche de lui en apparence) et d'une femelle narval. L'hybride, un mâle de première génération, avait aussi un régime alimentaire très différent de ses deux parents puisque ayant une denture l'obligeant à adopter un régime alimentaire se composant essentiellement de mollusques et de petits poissons vivant au fond de l'eau, comme le morse, mais le crâne indique que l'animal avait parfaitement vécu jusqu'à l'âge adulte. Le chasseur qui possédait le crâne avait indiqué également au chercheur qu'il avait au moins observé et tué deux autres individus comme celui auquel appartenait le crâne. D'après la description du chasseur, qui avait tué l'animal dans les années 1980 en compagnie d'autres chasseurs inuits, l'animal était uniformément gris avec des nageoires de béluga et une queue de narval. Les chercheurs indiquent que si l'hybridation est quelque chose de fréquent chez beaucoup d'espèces de cétacés et que rien n'empêche les deux espèces de s'hybrider sans causes extérieures, ils indiquent également que cela pourrait aussi être le résultat d'une des conséquences du réchauffement climatique qui ferait que les deux espèces pourraient se côtoyer plus souvent, de même que de s'hybrider, ce qui pourrait à terme représenter une menace pour les deux espèces.

## Systématique

### Taxinomie
Le premier à décrire le béluga fut Peter Simon Pallas, en 1776. Il fait partie de la famille des Monodontidae, au même titre que le narval. Le dauphin Irrawaddy fut un temps classé dans cette famille, avant que de récentes études génétiques n'infirment cette hypothèse[réf. nécessaire].

### Fossiles
Le plus ancien ancêtre connu du béluga est Denebola brachycephala, espèce du Miocène aujourd'hui éteinte. Un seul fossile a été découvert, dans la péninsule de la Basse-Californie, indiquant que la famille prospérait autrefois dans des eaux plus chaudes. Les fossiles suggèrent également que l'habitat des bélugas s'est déplacé en fonction de la couverture de la banquise : suivant son expansion durant les périodes glaciaires et de son retrait au cours des périodes de réchauffement.

## Répartition et habitat

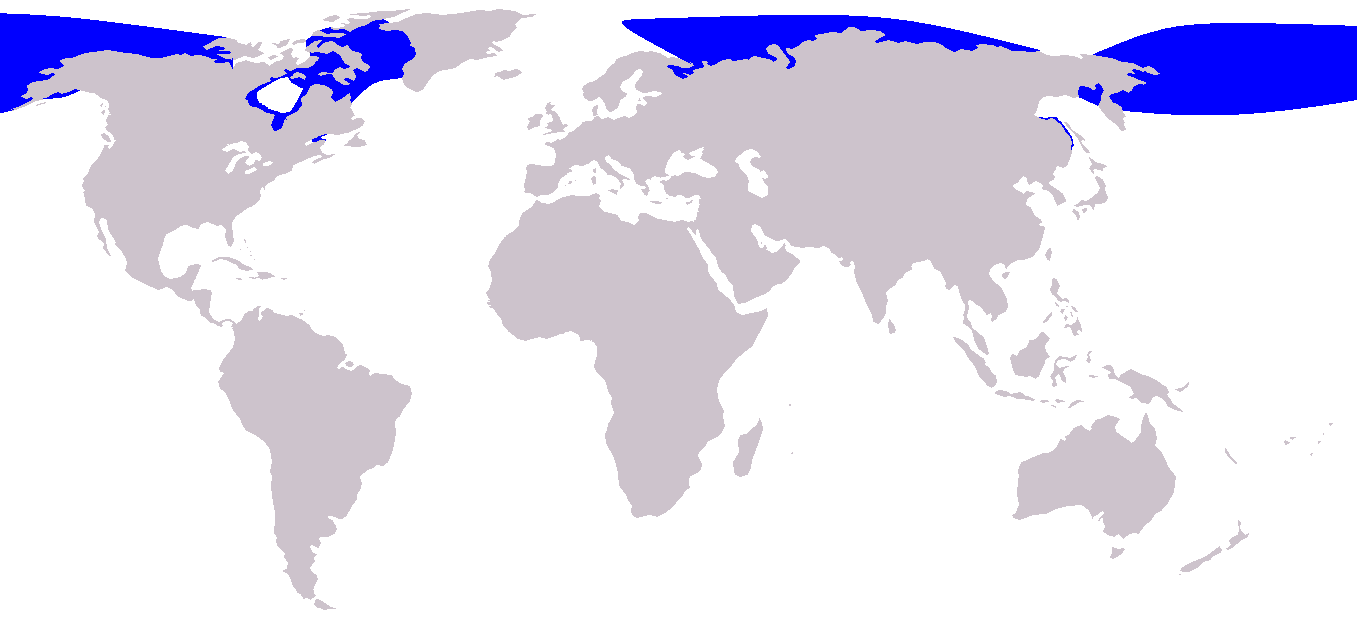
Répartition du Béluga.

L'habitat du béluga est compris entre 50° N a 80° N, dans les eaux arctiques et subarctiques. Il existe également une population isolée depuis 7 000 années qui vit dans l'estuaire du Saint-Laurent et dans le fjord du Saguenay autour du village de Tadoussac au Québec. Au printemps, les groupes de bélugas du Saint-Laurent gagnent leur territoire estival : des baies, des estuaires et d'autres eaux peu profondes. Il a été remarqué qu'une femelle béluga regagne année après année toujours le même territoire estival. Ces zones sont prises dans les glaces l'hiver, les groupes refluent alors vers le large. La plupart avancent ensuite au fur et à mesure de la progression de la banquise. D'autres restent sous la glace, survivant grâce aux endroits de la banquise non gelés qui leur permettent de respirer ; ou alors grâce aux poches d'air emprisonnées sous la glace. La facilité avec laquelle les bélugas sont capables de trouver des zones où la glace est si fine qu'il est possible de la briser pour respirer en surface, alors que plus de 95 % de la banquise est trop épaisse pour cela, est un mystère qui intrigue grandement les scientifiques. Il semble presque certain que cette faculté fait appel au système d'écholocalisation pour repérer les zones de moindre densité de la glace.
Plusieurs cas d'individus errants ont été répertoriés dans des eaux plus méridionales. Le béluga a déjà été observé en Belgique, au Danemark, aux États-Unis contigus, en France métropolitaine,,, aux îles Féroé, en Irlande, en Islande, au Japon, en Norvège continentale, aux Pays-Bas, au Royaume-Uni ou en Suède.
Les bélugas vivent en bande près des littoraux et en haute mer : dans les mers polaires arctiques et subarctiques. Pendant l’été ils vont dans des eaux peu profondes, salées et relativement chaudes ou avec des fonds sableux ou boueux. En hiver ils préfèrent les zones de glaces en mouvement où des eaux libres leur donnent accès à l’air.

## Étymologie et dénomination

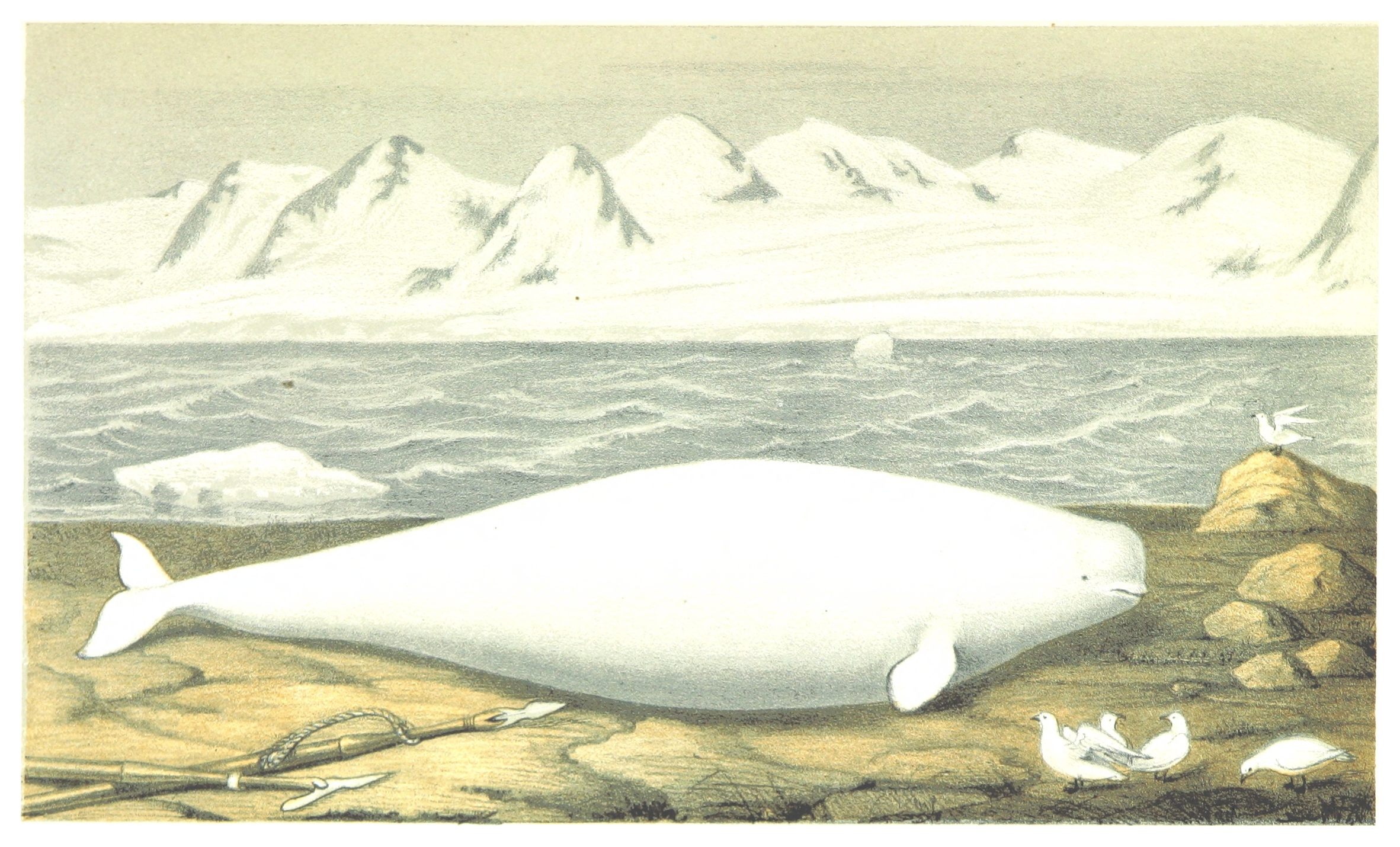
Illustration d'un Béluga (1867).

Le nom béluga vient du mot russe beloye, qui signifie « blanc ».
La liste rouge des espèces menacées donne comme nom commun béluga, baleine blanche et dauphin blanc. On lui donne aussi le nom de canari de mer, en rapport avec les sons et sifflements aigus qu'il émet.
Le biologiste marin Le Gall note qu'en Europe, le mot Béluga a aussi été utilisé, à tort, par les marins-pêcheurs pour désigner les marsouins et d'autres petits cétacés.

## Le Béluga et l'être humain

### Populations et conservation
La population globale des bélugas s'est stabilisée aux environs de 100 000 individus. Bien que ce nombre soit plus important que celui d'autres cétacés, il est bien moins important qu'il y a des décennies, avant la chasse au béluga. On estime qu'il y a 40 000 individus en mer de Beaufort, 25 000 dans la baie d'Hudson, 18 000 dans la mer de Behring et 28 000 dans les eaux arctiques canadiennes. La population de l'estuaire du Saint-Laurent est estimée à environ 900 individus,. Le béluga figure sur la liste des espèces menacées du Gouvernement du Québec et possède le statut d’« espèce en voie de disparition » du Gouvernement fédéral canadien.

### Menaces

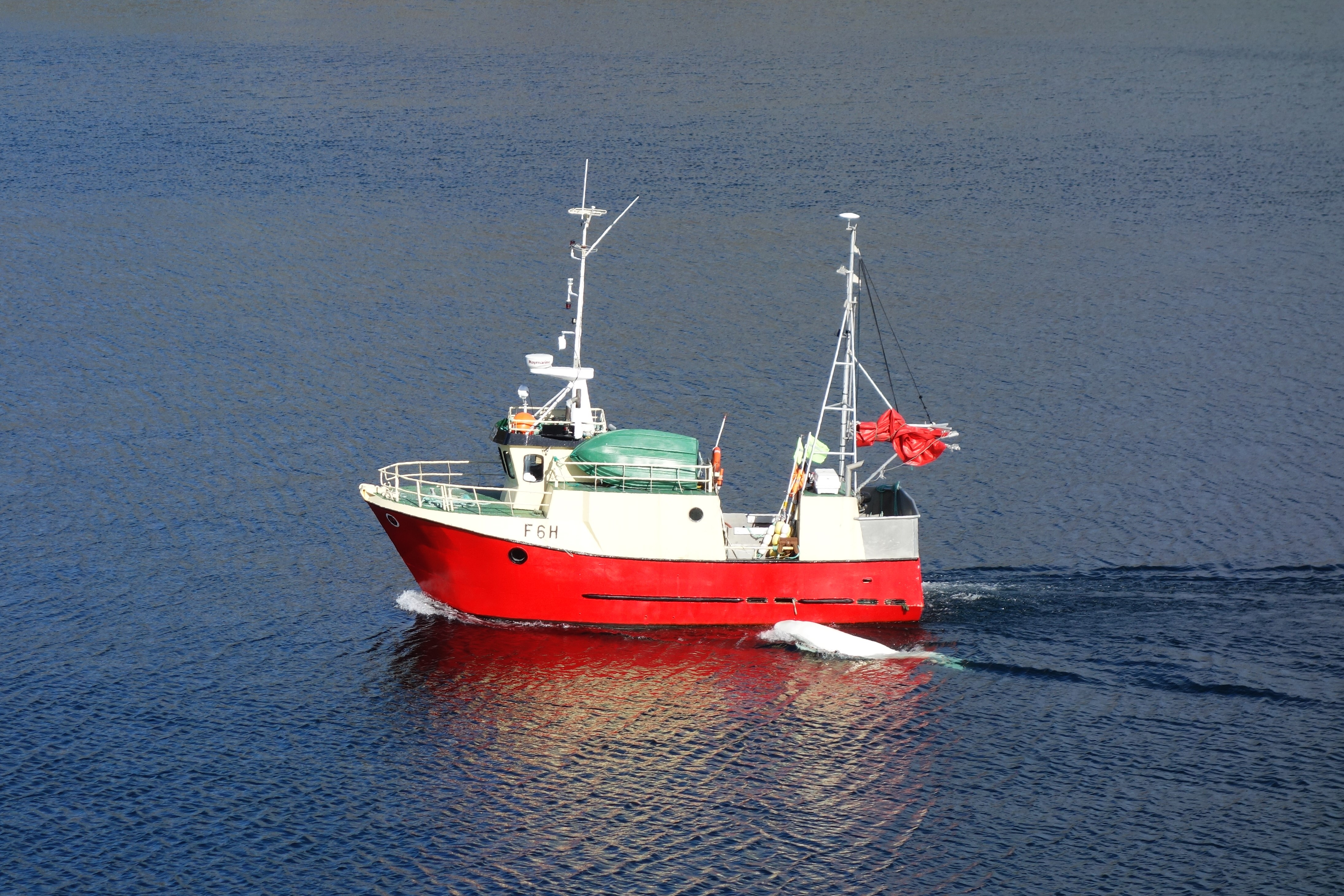
Le béluga Hvaldimir escortant un bateau dans le port de Hammerfest (Norvège)

Les menaces pesant sur les bélugas varient selon leur distribution. La population de l'estuaire du Saint-Laurent, dont le nombre d'individus stagne depuis plusieurs années à environ un millier,, a fait l'objet d'études qui laissent penser que la pollution est le principal danger à cet endroit. Il apparaît que, depuis plusieurs dizaines d'années, ces animaux sont exposés à divers composés organochlorés, des hydrocarbures aromatiques polycycliques et des métaux lourds. Dans un cadre scientifique, des nécropsies ont été faites sur des carcasses échouées. Les analyses mettent en évidence un haut taux de cancer, le plus élevé de tous les cétacés, et comparable à celui de l'homme. Les cas de cancers rapportés sur des individus du Saint-Laurent semblent se stabiliser[réf. nécessaire]. Diverses infections ont également été observées, notamment des parasites métazoaires dans les voies respiratoires et gastro-intestinales. Ces infections pourraient être directement reliées à une contamination par les polluants énumérés ci-dessus, qui présentent un potentiel immunodépresseur. Selon le parc du Fjord du Saguenay, il est erroné de croire que la carcasse d'un béluga échoué est considérée comme un déchet toxique. Toutefois, l'impact à long terme de la pollution sur le devenir de cette population n'est pas clairement connu.
Outre la pollution, d'autres activités humaines constituent également une menace pour l'espèce. Alors que certaines populations en sont venues à tolérer les petites embarcations, d'autres au contraire les évitent. Depuis la fin de la chasse commerciale, l'observation des bélugas est d'ailleurs devenue une activité florissante, notamment dans le Saint-Laurent et dans la rivière Churchill (baie d'Hudson). De plus, on observe une augmentation du trafic maritime, notamment sur le fleuve Saint-Laurent, accompagnée d'une augmentation de la taille des navires. Le bruit fait par les moteurs des bateaux pourrait provoquer des dommages permanents aux oreilles des bélugas. Des études sont en cours pour déterminer l'impact de ces sons sur la physiologie et le comportement du béluga. Les collisions avec les bateaux sont aussi une menace pour tous les cétacés.
La pollution, le trafic maritime et l'utilisation de brise-glaces sont donc autant de facteurs qui perturbent l'environnement des bélugas.

### Captivité

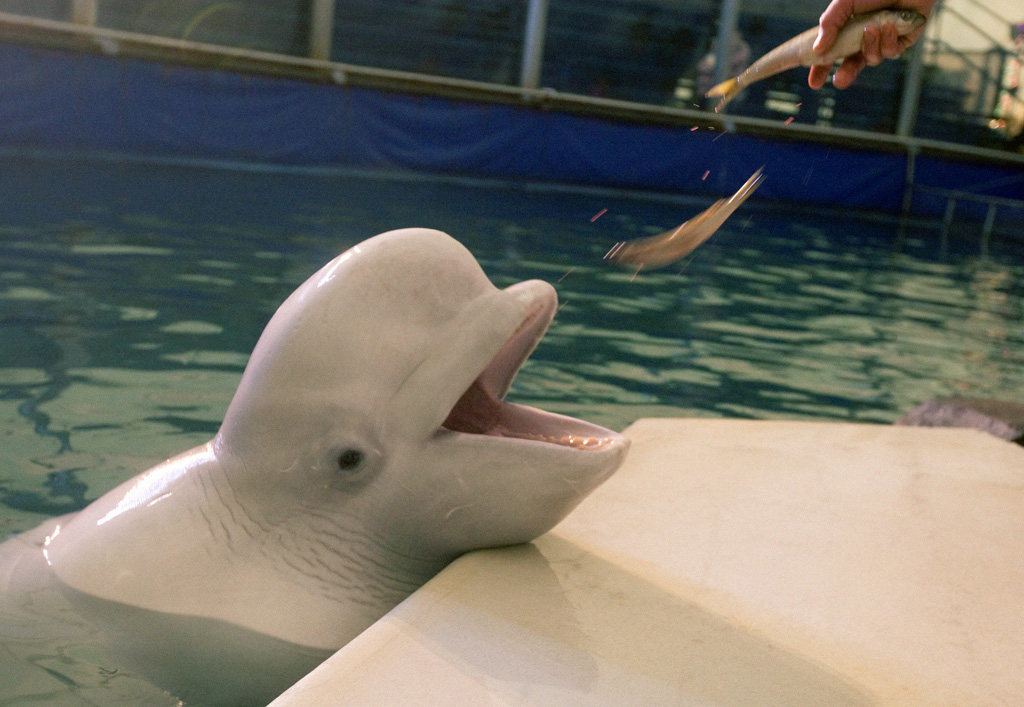
Un béluga dans un delphinarium à Moscou.

Les bélugas sont parmi les premières espèces à avoir été élevées en captivité. Le premier béluga fut exhibé au Barnum's Museum de New York en 1861. Aujourd'hui, le béluga est l'une des rares espèces de cétacés que l'on rencontre dans les aquariums d'Occident. Leur popularité est en grande partie due à leur couleur caractéristique et à leurs mimiques faciales. Alors que la plupart des dauphins ont un « sourire » figé, la flexibilité cervicale du béluga lui confère un répertoire plus vaste d'expressions faciales.
La plupart des bélugas détenus dans les aquariums ont été capturés à l'état sauvage puisque les programmes d'adaptation de cet animal à la captivité ont rencontré un certain succès.

### Exploitation

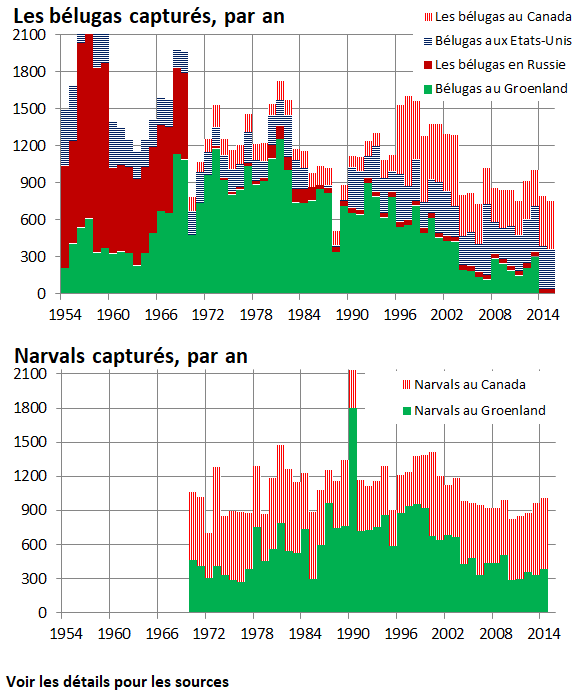
Les bélugas et narvals capturés par des humains.

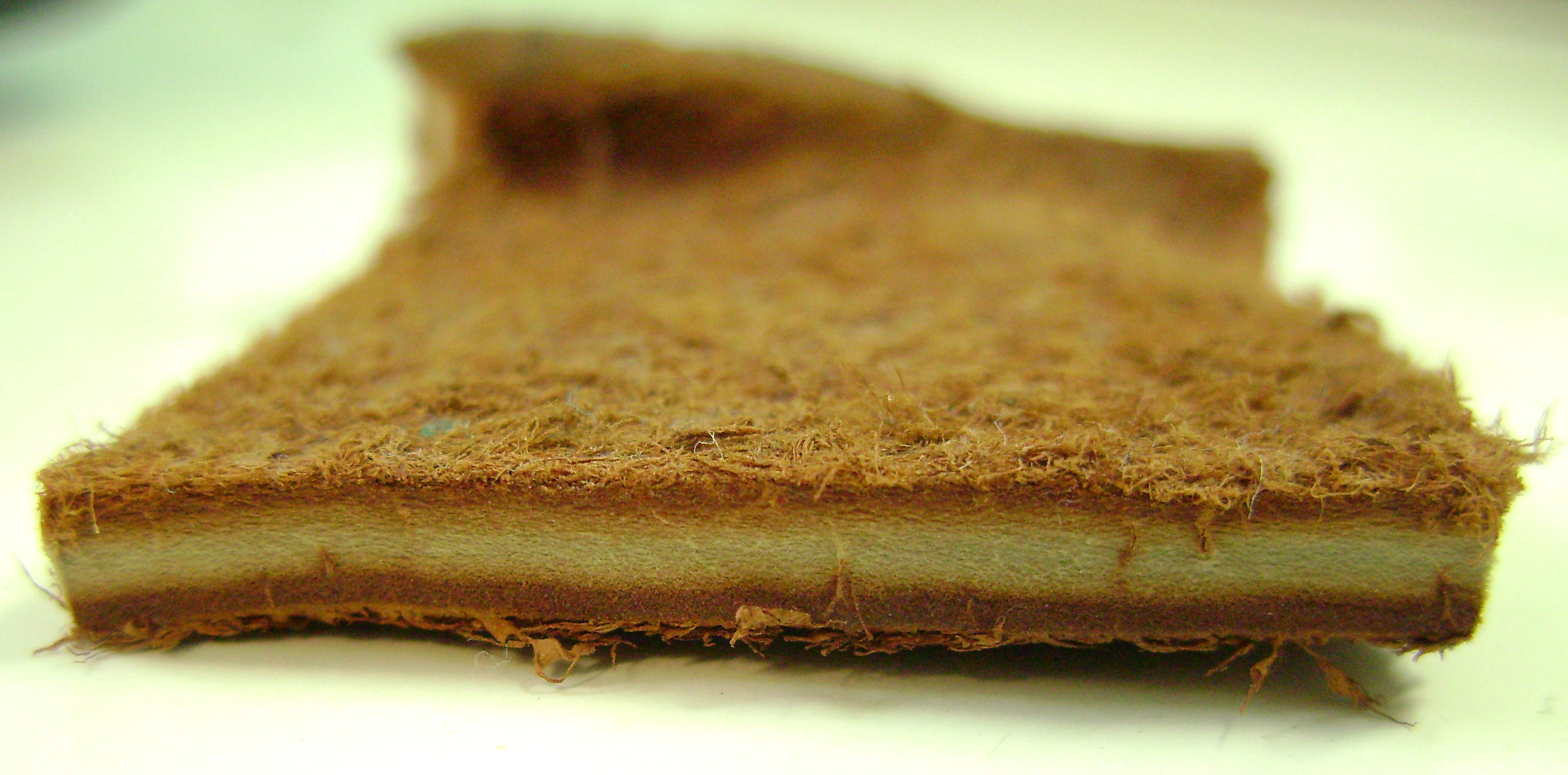
Cuir de béluga.

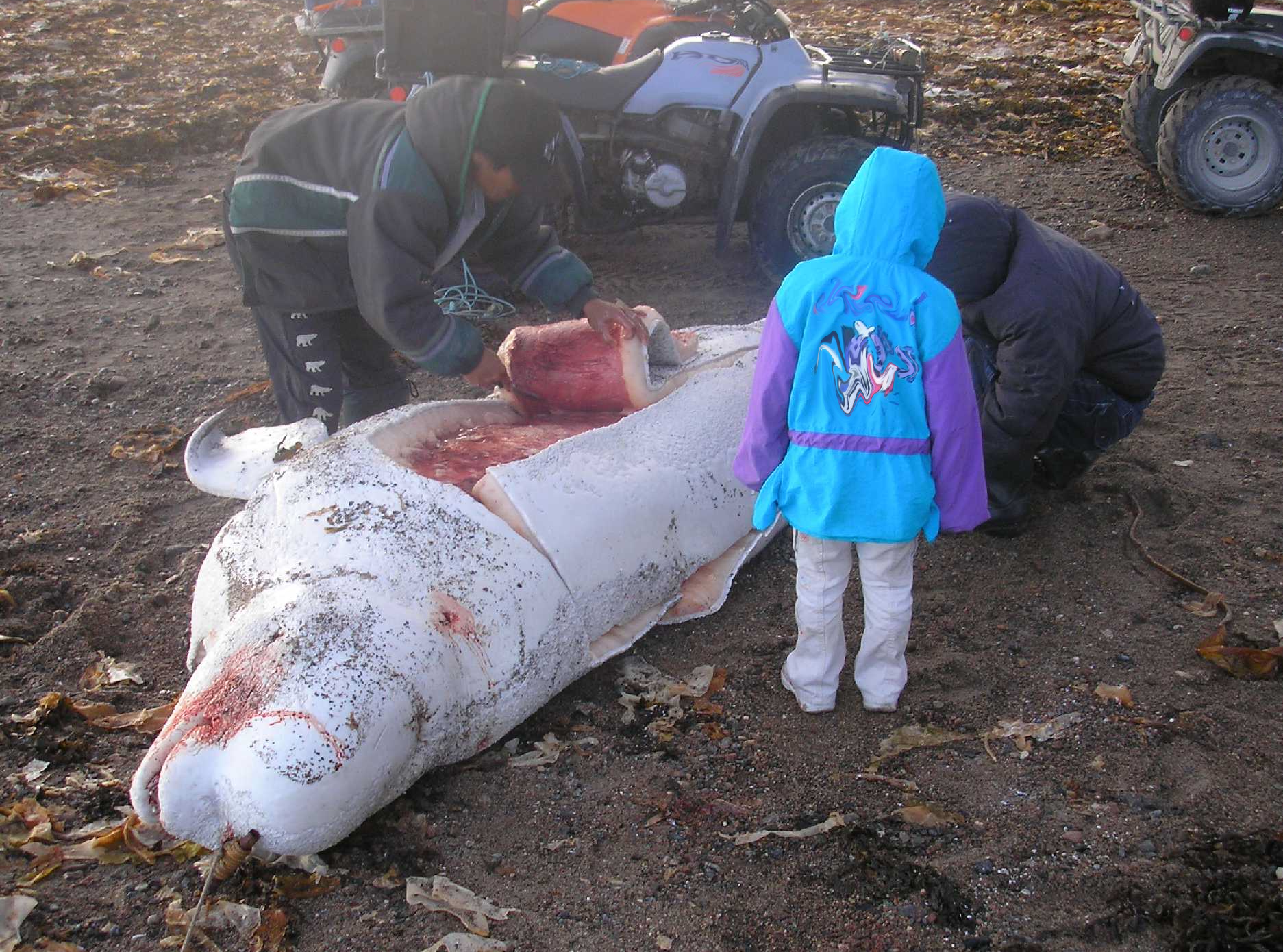
Chasse de subsistance au béluga dans la baie d'Hudson (Canada) en 2007.

En raison de leurs schémas migratoires prévisibles et de leur formation en groupes, les bélugas ont été chassés des siècles durant par les autochtones de l'Arctique. Ces derniers se servaient notamment de la viande comme nourriture, de la graisse comme combustible, et de la peau pour s'en faire des vêtements.
Au milieu du XVIIIe siècle, les non-autochtones font une chasse commerciale du béluga dans la baie d'Hudson, à l'est de la baie d'Ungava et dans le Saint-Laurent. Jusqu'en 1860, l'huile est très en demande pour l'éclairage des phares, des lampadaires et des lampes. Par la suite, c'est surtout du cuir dont on se sert pour la fabrication d'attelages de chevaux, de courroies et de lacets.
Les bélugas du Saint-Laurent constituent probablement la population la plus affectée par la chasse, et pas seulement à cause de leur exploitation. En effet, dans les années 1920, les pêcheurs observent une diminution des stocks de morue et de saumon et pointent le béluga du doigt. Peu après, le gouvernement québécois offre une prime pour chaque animal abattu,. En 1946, une étude démontra que les bélugas n'étaient pas responsables des problèmes des pêcheries, et il s'ensuivit un arrêt de la chasse à prime.
La chasse de subsistance au béluga est encore autorisée de nos jours dans certaines zones et par certaines populations. Le moratoire international sur la chasse s'applique aux grandes baleines. Ces aires sont le sujet de dialogues entre les Inuits et les gouvernements afin d'instaurer une chasse intelligente et raisonnable. Cette chasse a également permis d'ajouter le béluga à la liste des espèces en danger en 1994.
Aussi bien la marine américaine que la marine soviétique ont utilisé les bélugas dans des opérations de déminage des eaux arctiques.
Ce n'est pas cet animal qui donne le réputé « caviar bélouga », mais un esturgeon du même nom, le Bélouga ou Grand esturgeon (Huso huso).

### La chasse par région
| Année   | Mer de Beaufort, Mackenzie, Paulatuk, Canada | Nunavut, Canada | Nunavik, Québec, Canada | Océan Arctique + mer de Béring, Russie | Mer de Okhotsk, Russie         | Canada Total                           | Groenland | URSS + Russie                          | Alaska                                                                                       | Total mondial, incomplet  | Perdu en mer en% des captures                             |
| ------- | -------------------------------------------- | --------------- | ----------------------- | -------------------------------------- | ------------------------------ | -------------------------------------- | --------- | -------------------------------------- | -------------------------------------------------------------------------------------------- | ------------------------- | --------------------------------------------------------- |
| 2017    |                                              |                 |                         |                                        |                                |                                        |           |                                        |                                                                                              |                           |                                                           |
| 2016    |                                              |                 | 157                     |                                        | 40                             | 157                                    | 203       | 40                                     |                                                                                              |                           |                                                           |
| 2015    | 82                                           |                 | 303                     |                                        | 40                             | 385                                    | 125       | 40                                     | 326                                                                                          | 876                       |                                                           |
| 2014    | 104                                          |                 | 302                     |                                        | 40                             | 406                                    | 271       | 40                                     | 346                                                                                          | 1063                      |                                                           |
| 2013    | 90                                           |                 | 207                     |                                        | 40                             | 297                                    | 304       | 40                                     | 367                                                                                          | 1008                      |                                                           |
| 2012    | 98                                           |                 | 207                     |                                        | 40                             | 305                                    | 211       | 40                                     | 360                                                                                          | 916                       | 4 %                                                       |
| 2011    | 70                                           |                 | 207                     |                                        | 40                             | 277                                    | 150       | 40                                     | 288                                                                                          | 755                       | 3 %                                                       |
| 2010    | 90                                           |                 | 207                     |                                        | 40                             | 297                                    | 190       | 40                                     | 318                                                                                          | 845                       | 3 %                                                       |
| 2009    | 96                                           |                 | 207                     |                                        | 40                             | 303                                    | 245       | 40                                     | 253                                                                                          | 841                       | 6 %                                                       |
| 2008    | 73                                           |                 | 207                     |                                        | 40                             | 280                                    | 287       | 40                                     | 254                                                                                          | 861                       | 8 %                                                       |
| 2007    | 83                                           |                 | 207                     |                                        | 40                             | 290                                    | 116       | 40                                     | 576                                                                                          | 1022                      | 2 %                                                       |
| 2006    | 122                                          |                 | 207                     |                                        | 40                             | 329                                    | 138       | 40                                     | 226                                                                                          | 733                       | 3 %                                                       |
| 2005    | 106                                          |                 | 207                     |                                        | 40                             | 313                                    | 184       | 40                                     | 282                                                                                          | 819                       | 2 %                                                       |
| 2004    | 132                                          |                 | 207                     |                                        | 40                             | 339                                    | 193       | 40                                     | 234                                                                                          | 806                       | 8 %                                                       |
| 2003    | 115                                          | 250             | 207                     |                                        | 40                             | 572                                    | 424       | 40                                     | 251                                                                                          | 1287                      | 9 %                                                       |
| 2002    | 86                                           | 170             | 210                     |                                        | 40                             | 466                                    | 430       | 40                                     | 362                                                                                          | 1298                      | 3 %                                                       |
| 2001    | 95                                           |                 | 370                     |                                        | 40                             | 465                                    | 456       | 40                                     | 416                                                                                          | 1377                      | 1 %                                                       |
| 2000    | 84                                           | 116             | 243                     |                                        | 40                             | 443                                    | 616       | 40                                     | 280                                                                                          | 1379                      | 8 %                                                       |
| 1999    | 86                                           | 207             | 243                     |                                        | 40                             | 536                                    | 492       | 40                                     | 217                                                                                          | 1285                      | 20 %                                                      |
| 1998    | 86                                           | 137             | 243                     |                                        | 40                             | 466                                    | 714       | 40                                     | 342                                                                                          | 1562                      | 22 %                                                      |
| 1997    | 114                                          | 376             | 243                     |                                        | 40                             | 733                                    | 557       | 40                                     | 276                                                                                          | 1606                      | 22 %                                                      |
| 1996    | 120                                          | 203             | 243                     |                                        | 40                             | 566                                    | 541       | 40                                     | 389                                                                                          | 1536                      | 26 %                                                      |
| 1995    | 129                                          |                 |                         |                                        | 40                             | 129                                    | 784       | 40                                     | 171                                                                                          | 1124                      | 22 %                                                      |
| 1994    | 141                                          |                 |                         |                                        | 40                             | 141                                    | 618       | 40                                     | 285                                                                                          | 1084                      | 22 %                                                      |
| 1993    | 110                                          |                 |                         |                                        | 40                             | 110                                    | 790       | 40                                     | 369                                                                                          | 1309                      | 18 %                                                      |
| 1992    | 121                                          |                 |                         |                                        | 40                             | 121                                    | 900       | 40                                     | 181                                                                                          | 1242                      | 13 %                                                      |
| 1991    | 116                                          |                 |                         |                                        | 40                             | 116                                    | 644       | 40                                     | 315                                                                                          | 1115                      | 16 %                                                      |
| 1990    | 87                                           |                 |                         |                                        | 40                             | 87                                     | 657       | 40                                     | 335                                                                                          | 1119                      | 24 %                                                      |
| 1989    | 117                                          |                 |                         |                                        | 40                             | 117                                    | 712       | 40                                     | 13                                                                                           | 882                       | 15 %                                                      |
| 1988    | 116                                          |                 |                         |                                        | 40                             | 116                                    | 338       | 40                                     | 19                                                                                           | 513                       | 19 %                                                      |
| 1987    | 144                                          |                 |                         |                                        | 40                             | 144                                    | 819       | 40                                     | 22                                                                                           | 1025                      | 13 %                                                      |
| 1986    | 150                                          |                 |                         |                                        | 40                             | 150                                    | 848       | 40                                     | 0                                                                                            | 1038                      | 15 %                                                      |
| 1985    | 120                                          |                 |                         | 110                                    | 0                              | 120                                    | 755       | 110                                    | 0                                                                                            | 985                       | 17 %                                                      |
| 1984    | 141                                          |                 |                         | 110                                    | 0                              | 141                                    | 738       | 110                                    | 170                                                                                          | 1159                      | 20 %                                                      |
| 1983    | 86                                           |                 |                         | 110                                    | 0                              | 86                                     | 742       | 110                                    | 235                                                                                          | 1173                      | 20 %                                                      |
| 1982    | 126                                          |                 |                         | 110                                    | 0                              | 126                                    | 1003      | 110                                    | 335                                                                                          | 1574                      | 19 %                                                      |
| 1981    | 155                                          |                 |                         | 110                                    | 0                              | 155                                    | 1256      | 110                                    | 209                                                                                          | 1730                      | 20 %                                                      |
| 1980    | 85                                           |                 |                         | 110                                    | 0                              | 85                                     | 1096      | 110                                    | 249                                                                                          | 1540                      | 23 %                                                      |
| 1979    | 144                                          |                 |                         | 26                                     | 0                              | 144                                    | 915       | 26                                     | 138                                                                                          | 1223                      | 22 %                                                      |
| 1978    | 129                                          |                 |                         | 26                                     | 0                              | 129                                    | 887       | 26                                     | 177                                                                                          | 1219                      | 25 %                                                      |
| 1977    | 148                                          |                 |                         | 26                                     | 0                              | 148                                    | 1037      | 26                                     | 247                                                                                          | 1458                      | 22 %                                                      |
| 1976    | 154                                          |                 |                         | 26                                     | 0                              | 154                                    | 845       | 26                                     | 186                                                                                          | 1211                      | 28 %                                                      |
| 1975    | 149                                          |                 |                         | 23                                     | 0                              | 149                                    | 807       | 23                                     | 185                                                                                          | 1164                      | 23 %                                                      |
| 1974    | 128                                          |                 |                         | 23                                     | 0                              | 128                                    | 921       | 23                                     | 184                                                                                          | 1256                      | 25 %                                                      |
| 1973    | 178                                          |                 |                         | 23                                     | 0                              | 178                                    | 1179      | 23                                     | 150                                                                                          | 1530                      | 23 %                                                      |
| 1972    | 113                                          |                 |                         |                                        | 0                              | 113                                    | 968       | 0                                      | 180                                                                                          | 1261                      | 21 %                                                      |
| 1971    | 79                                           |                 |                         |                                        | 0                              | 79                                     | 740       | 0                                      | 250                                                                                          | 1069                      | 23 %                                                      |
| 1970    | 115                                          |                 |                         |                                        | 0                              | 115                                    | 475       | 0                                      | 200                                                                                          | 790                       | 25 %                                                      |
| 1969    |                                              |                 |                         | 700                                    | 0                              |                                        | 1089      | 700                                    | 170                                                                                          | 1959                      | 25 %                                                      |
| 1968    | 14                                           |                 |                         | 700                                    | 0                              |                                        | 1134      | 700                                    | 150                                                                                          | 1984                      | 26 %                                                      |
| 1967    | 40                                           |                 |                         | 700                                    | 0                              |                                        | 655       | 700                                    | 225                                                                                          | 1580                      | 24 %                                                      |
| 1966    | 96                                           |                 |                         | 700                                    | 0                              |                                        | 671       | 700                                    | 225                                                                                          | 1596                      | 23 %                                                      |
| 1965    | 70                                           |                 |                         | 700                                    | 0                              |                                        | 493       | 700                                    | 225                                                                                          | 1418                      | 21 %                                                      |
| 1964    | 45                                           |                 |                         | 700                                    | 0                              |                                        | 331       | 700                                    | 225                                                                                          | 1256                      | 22 %                                                      |
| 1963    | 94                                           |                 |                         | 700                                    | 0                              |                                        | 230       | 700                                    | 225                                                                                          | 1155                      | 21 %                                                      |
| 1962    | 96                                           |                 |                         | 700                                    | 0                              |                                        | 330       | 700                                    | 225                                                                                          | 1255                      | 24 %                                                      |
| 1961    | 145                                          |                 |                         | 700                                    | 0                              |                                        | 345       | 700                                    | 300                                                                                          | 1345                      | 27 %                                                      |
| 1960    | 145                                          |                 |                         | 700                                    | 0                              |                                        | 326       | 700                                    | 375                                                                                          | 1401                      | 22 %                                                      |
| 1959    |                                              |                 |                         | 700                                    | 800                            |                                        | 373       | 1500                                   | 450                                                                                          | 2323                      | 24 %                                                      |
| 1958    |                                              |                 |                         | 700                                    | 800                            |                                        | 334       | 1500                                   | 450                                                                                          | 2284                      | 23 %                                                      |
| 1957    |                                              |                 |                         | 700                                    | 800                            |                                        | 612       | 1500                                   | 450                                                                                          | 2562                      | 26 %                                                      |
| 1956    |                                              |                 |                         | 700                                    | 800                            |                                        | 536       | 1500                                   | 450                                                                                          | 2486                      | 25 %                                                      |
| 1955    |                                              |                 |                         | 700                                    | 130                            |                                        | 409       | 830                                    | 450                                                                                          | 1689                      | 24 %                                                      |
| 1954    |                                              |                 |                         | 700                                    | 130                            |                                        | 209       | 830                                    | 450                                                                                          | 1489                      | 28 %                                                      |
| Sources | 1960-1984 1970-99 2013-15 2000-2012          | Arviat          | 1996-2002 2003-16       | 1954-1985 citations aux papiers russes | NMFS, citation au papier russe | Total des colonnes à gauche, incomplet | 1954-2016 | Total des colonnes à gauche, incomplet | 1954-1984 avec les citations antérieures 1987-90 Cook Inlet 1990-2011 2012-2015 +Cook Inlet, | Total des autres colonnes | Étude du Groenland 1954-1999, Étude de Beaufort 2000-2012 |

#### Dictionnaires
- Notices dans des dictionnaires ou encyclopédies généralistes :   - Britannica
  - Den Store Danske Encyklopædi
  - Gran Enciclopèdia Catalana
  - Nationalencyklopedin
  - Store norske leksikon
- Notices d'autorité :   - LCCN
  - GND
  - Israël

### Le chant du beluga
- échantillon d'enregistrement sonore subaquatique (Nunavut, Canada), New Scientist